# Ceratophysella sphagni
Ceratophysella sphagni är en urinsektsart som först beskrevs av Becker 1905.  Ceratophysella sphagni ingår i släktet Ceratophysella och familjen Hypogastruridae. Inga underarter finns listade i Catalogue of Life.